# التنستاد، هسه
التنستاد، هسه (به آلمانی: Altenstadt, Hesse) یک شهر در آلمان است که در وتراوکرایس واقع شده‌است.

## خصوصیات
التنستاد ۳۰٫۰۸ کیلومترمربع مساحت دارد ۱۲۰ متر بالاتر از سطح دریا واقع شده‌است.